# Orthogonis madagascarensis
Orthogonis madagascarensis là một loài ruồi trong họ Asilidae. Orthogonis madagascarensis được Bromley miêu tả năm 1942. Loài này phân bố ở vùng nhiệt đới châu Phi.